# Présence des extraterrestres
Présence des extraterrestres est un succès de librairie, de l'écrivain et ufologue suisse Erich von Däniken publié en 1968 sous le titre original Erinnerungen an die Zukunft, Ungelöste Rätsel der Vergangenheit (mémoires du futur, mystères non résolus du passé) et traduit en français en 1969.
Considéré comme l'ouvrage fondateur de la théorie des anciens astronautes et de l'astroarchéologie,, ce livre a connu un succès considérable avec la traduction anglaise intitulée Chariots of the Gods? Unsolved Mysteries of the Past.
Peu de temps après la parution du livre, Harald Reinl réalise un documentaire éponyme d'1 h 30 basé sur la théorie développée dans l'ouvrage. Ce documentaire fut en lice pour les Oscars en 1970.

## Interprétations
Selon Von Däniken, dans ce livre, certaines structures ou artéfacts seraient la preuve de l'existence d'une technologie supérieure créée soit par des visiteurs extraterrestres soit par des humains ayant appris auprès d'eux. Ces structures sont, par exemple, les pyramides d'Égypte, Stonehenge mais également la carte de Piri Reis, les Moai de l'île de Pâques, les éléments préfabriqués encastrables de Pumapunku, le site de Tiwanaku avec sa porte du Soleil ou encore les lignes de Nazca au Pérou. Par ailleurs, il fait une interprétation d’œuvres d'art anciennes comme représentant des astronautes ou des vaisseaux spatiaux. De la même façon, certains passages de la Bible sont interprétés comme la perception par les humains de la technologie extraterrestre en tant que phénomène surnaturel. Selon Däniken, par exemple, la révélation d'Ézéchiel dans l'Ancien Testament est la description de l'atterrissage d'un engin extraterrestre. Däniken a obtenu le soutien d'un ancien ingénieur de la NASA, Josef F. Blumrich, pour cette dernière hypothèse, au travers de son livre intitulé « les vaisseaux spatiaux d'Ézéchiel ».

## Critiques
Le livre fut un succès populaire, particulièrement dans sa version anglaise. Mais il fut critiqué par plusieurs personnalités, dont Carl Sagan qui déclara, dans la préface de The Space Gods Revealed :
J'espère que des livres comme Chariots of the Gods seront toujours populaires également dans les cours de logique des lycées et des universités comme exemple de raisonnement vaseux. Je ne connais pas de livre récent contenant plus d'erreurs factuelles et de logique que le livre de von Däniken.
La communauté scientifiques a rejeté ses conclusions, qualifiées de pseudo-science. Plusieurs auteurs, tels que Ronald Story ou Clifford Wilson, ont consacré des ouvrages à la révélation des erreurs de logique ou à ce qu'ils considèrent être des montages frauduleux. Däniken lui-même a été contraint de renier dans une interview une des preuves supposées qu'il avait apportées dans son livre au sujet du pilier de fer de Delhi qu'il affirmait être une création extraterrestre.
Le livre de Von Däniken est à l'origine d'un intérêt touristique pour les lignes de Nazca au Pérou à la fin des années 1960, lignes qu'il présente comme pistes d'atterrissage pour vaisseaux extraterrestres. Les archéologues, convaincus que ces lignes ont été faites par des civilisations anciennes pour des raisons culturelles, n'ont pas tenté de réfuter les spéculations de Von Däniken. Un silence de la part des universitaires qui aurait été une erreur selon l'anthropologue Helaine Silverman. La théorie des pistes d'atterrissage trouverait son origine dans une plaisanterie faite par les premiers témoins de ces lignes vues d'avion (« des pistes d'atterrissage préhistoriques ! »), une blague déjà publiée dans d'autres ouvrages avant celui de Von Däniken

## Influence dans la culture populaire
Le comics The Eternals de Jack Kirby, édité par Marvel Comics à partir de 1976, est, selon certains critiques, probablement inspiré de la lecture de la version anglaise du livre de Däniken. En effet, dans ce comic book trois races, celle des Éternels, celle des Déviants et celle des humains ont été créées par des extraterrestres, les Célestes, qui doivent un jour revenir pour juger leurs créatures. L'affrontement entre les Éternels et les Déviants est la base de l'intrigue de cette série qui s'arrête en 1978. Frank Zappa s'en inspira également pour écrire sa chanson Inca Roads.

## Édition
- Présence des extraterrestres, traduit de l'allemand par Bernard Kreiss, Paris, Robert Laffont, « Les Énigmes de l'Univers », 1969.